# 郡山市立柴宮小学校
郡山市立柴宮小学校（こおりやましりつ しばみやしょうがっこう）は、福島県郡山市安積町荒井にある公立小学校。

## 概要
- 1976年（昭和51年）の開校時の児童数は655名[1]。

## 児童数
- 554名、22学級（令和6年度）[1]

## 通学区域
- 久留米三丁目、久留米四丁目、久留米五丁目、久留米六丁目
- 安積荒井一丁目（11番地）
- 巳六段（1番地〜10番地、212番地、220番地〜229番地を除く）
- 大槻町
  - 字針生向、字仁池向、字原田（19番地・39番地・92番地）、字原田東（1番地・2番地・6番地・9番地の9・17番地を除く）、字針生金畑、字堀切西（2番地、4番地〜9番地、12番地、13番地、15番地〜24番地、26番地、27番地）
- 安積町字柴宮東
- 安積町荒井
  - 字大池南、字平四郎、字大池頭、字下中野、字東六兵衛田、字六兵衛田、字東古屋敷、字火口内、字中野、字味噌池台、字古屋敷、字前田、字柴宮、字笠松、字離畑、字柿木平、字上中野、字大久保、字萬海、字柴宮山（3番地の4〜3番地の13、3番地の41のうち「福島県営住宅柴宮団地（47号棟）」、3番地の52のうち「福島県営住宅柴宮団地（48号棟・49号棟）」、6番地の1、51番地、53番地の5、55番地の32〜35、38、43、48、59、67、78）、字古屋敷山、字味噌池原、字大池北、字安倍（5番地の122）、字雁股（4番地の6、8番地の21〜130、61番地の12〜25、61番地の30、71番地の30）、字太夫場加、字北鎗ケ池、字鎗ケ池、字北巳六段、字大池[2]

## 進学先中学校
- 郡山市立郡山第一中学校
- 郡山市立郡山第三中学校
- 郡山市立郡山第七中学校
- 郡山市立安積中学校